# Faun
Faun je nemška neofolk skupina ustanovljena leta 2002, ki igra poganski folk, »darkwave« in srednjeveško glasbo. Uporabljajo stare inštrumente, vendar je v ospredju vedno petje. Pojejo v več jezikih, nemško, latinsko, grško in v skandinavskih jezikih. Igrajo tudi na liro, dude in flavto. 

## Člani
- Oliver Sa Tyr
- Fiona Rüggeberg
- Niel Mitra
- Sonja Drakulich
- Stephan Groth – (2012–danes)
- Katja Moslehner - (2013–danes)

## Bivši člani
- Elisabeth Pawelke
- Birgit Muggenthaler (1998–2000
- Sandra Elflein (2008-2010)
- Rairda (2010-2012)

## Ime
Ime Faun prihaja iz grško-rimske mitologije, ki je pogosto naravni ali gozdni duh. 

## Zvrst
Sami opredeljujejo zvrst glasbe, ki jo igrajo z »paganfolk«, poganskimfolkom. 